# Jarosław Liberek
Jarosław Liberek (ur. 27 stycznia 1963 w Łobzie) – polski językoznawca, dr hab. nauk humanistycznych.

## Życiorys
Urodził się 27 stycznia 1963 w Łobzie na Pomorzu Zachodnim. Ukończył studia na Uniwersytecie im. Adama Mickiewicza w Poznaniu. 17 grudnia 1997 uzyskał doktorat dzięki pracy Innowacje frazeologiczne w powojennej fraszce polskiej, a 25 września 2013 habilitował się na podstawie oceny dorobku naukowego i pracy zatytułowanej Stan i ewolucja współczesnej frazeologii polskiej. Pełni funkcję profesora nadzwyczajnego w Instytucie Filologii Polskiej na Wydziale Filologii Polskiej i Klasycznej Uniwersytetu im. Adama Mickiewicza w Poznaniu.
Był recenzentem dwóch prac doktorskich i jednej habilitacyjnej.